# Sobrón
Sobrón est une commune ou une contrée appartenant à la municipalité de Lantarón dans la province d'Alava, située dans la Communauté autonome basque en Espagne.
Elle est à  l'extrémité nord-ouest des monts Obarenes, petite chaîne de montagnes se terminant à 40 km au sud-est à Haro (communauté autonome de La Rioja).

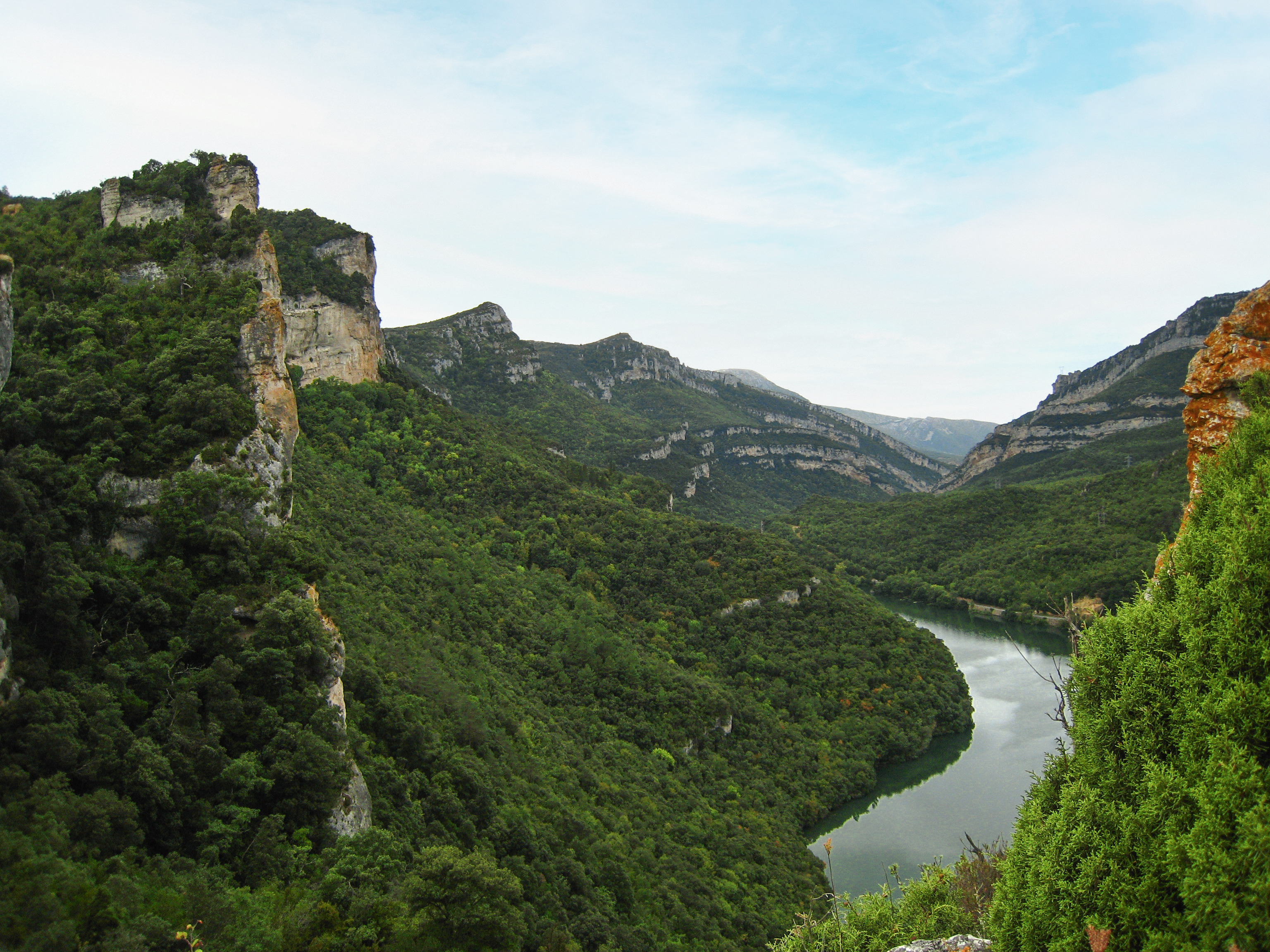
« Faucilles de Sobron » (Hoces de Sobrón) creusées par l'Èbre entre Sobrón et Haro.